# Ilanszkij
Ilanszkij (oroszul: Иланский) város Oroszország ázsiai részén, a Krasznojarszki határterületen, az Ilanszkiji járás székhelye.
Népessége: 16 111 fő (a 2010. évi népszámláláskor).

## Elhelyezkedése
A Krasznojarszki határterület délkeleti részén, Krasznojarszktól 279 km-re keletre, az erdős sztyepp övezetben, az Ilanka (a Kan mellékfolyója) partján helyezkedik el. Neve a folyónévből származik. 
A transzszibériai vasútvonal Krasznojarszk–Tajset közötti szakaszának egyik állomása. A városon keresztül vezet a „Szibéria” nevű R255-ös főút (oroszul: ).

## Története
A kis település 1733-ban, a Moszkvába vezető szibériai postaút építésekor keletkezett. Vitus Bering 1734-es expedíciója során feljegyezte a szibériai postaállomások helyét; köztük az egyik az Ilanka melletti állomás volt. 1782-ben lakosságának fele száműzöttekből állt. 1822-ben a falu egy alsórendű közigazgatási egység (voloszty) székhelye lett. 1894-ben 5 km-rel arrébb elkészült a vasútállomás, mellette munkatelep keletkezett. Idővel a vasúti munkástelep és a falu összeolvadt, a település 1933-ban járási székhely, 1939 város lett. A világháború idején kórházat és a háború rokkantjainak otthont létesítettek. A következő évtizedekben a város fejlődésnek indult, a vasútvonalat villamosították, új állomásépületet emeltek. Ilanszkij gazdasági életének alapja napjainkban is a vasút.